# Testudo (computer)
De Testudo (officiële naam ARCO) was een van de eerste computers in Nederland. De officiële naam was de ARCO (Automatische Relais Calculator voor Optische berekeningen), maar door het tempo waarmee de machine rekende kreeg het de bijnaam Testudo, Latijn voor schildpad. De Testudo werd door computerpionier Willem van der Poel gebouwd.
De ARCO was traag, eigenlijk niet sneller dan een menselijke rekenaar. Zo werd een optelling in 30 seconden uitgevoerd en een vermenigvuldiging in 45 seconden. Het voordeel daarentegen was zijn grote uithoudingsvermogen. Waar andere computers om de paar uur stopgezet moesten worden voor onderhoud, kon deze rustig dag en nacht doordraaien. Vanwege dit tempo kreeg de ARCO later de bijnaam Testudo en zo is hij bekend gebleven.
De Testudo bestond uit vijf houten kasten: een programmeerpaneel en vier relaiseenheden. De kasten waren een tot anderhalve meter breed en 70 centimeter hoog.
Van der Poel studeerde in 1950 af in de natuurkunde aan de Technische Hogeschool Delft. Als afstudeeropdracht bouwde hij een computer, genaamd ARCO. Het was een project van het Delftsch Hoogeschoolfonds in opdracht van de hoogleraar optica Bram van Heel. Dit apparaat was gebouwd met een groot aantal telefoonrelais, geschonken door de PTT. Verschillende rekenprogramma's kon men mechanisch kiezen, maar het apparaat was niet vrij programmeerbaar. Na het vertrek van Van der Poel is de machine door anderen bij de hogeschool verder afgebouwd tot zijn definitieve vorm in 1952. De ARCO heeft twaalf jaar voor optische berekeningen dienstgedaan bij de hogeschool en TNO, vanaf 1952 tot 1964.
Na zijn afstuderen ging Van der Poel werken bij dr L. Kosten aan de Mathematische Afdeling van het Centraal Laboratorium, later het Dr Neherlaboratorium van de PTT. Daar ontwierp hij de PTERA en de ZEBRA. Later keerde hij als hoogleraar terug naar de Technische Hogeschool.
De Testudo is opgenomen in de bijzondere collecties van de TU Delft.

## Herkomst van de relais
BuZa wilde oorspronkelijk twaalf vercijferingssystemen door PTT laten bouwen (de Colex). De financiering van die systemen vond plaats door het ministerie van Financiën. De documenten laten zien dat uiteindelijk zes van de twaalf systemen gerealiseerd werden. De oorzaak van maar zes systemen in plaats van de beoogde twaalf kwam door de ontwikkeling van de gebruikte en nieuwere technologie. De opvolger van de relais, waarmee de Colex gebouwd was, kwam sneller dan verwacht. Tien maanden na de indienststelling van de Colex in april 1949 was de Ecolex er al, op basis van radiobuizen. Dat was begin 1950. Er werden maar zes systemen gebouwd. Per Colex werden ongeveer honderd relais gebruikt. Het gevolg: zeshonderd relais waren daardoor overtollig geworden.
Deze relais zijn door Kosten (hoofd van het Mathematisch lab in het dr. Neher laboratorium in 1950), toen duidelijk werd dat de nieuwe systemen met radiobuizen gemaakt gingen worden, gegeven aan de net afgestudeerde ir. W. van der Poel. Van der Poel kwam in 1950 direct na zijn afstuderen in dienst bij PTT. Zijn opdracht was toen: bouw een computer. Deze zeshonderd relais, het waren dus geen telefoonrelais, zijn de basis geweest voor de ARCO.